# Operación negra
Una Operación Negra (del inglés: Black Operation, o también Black Ops en plural) es una operación encubierta o clandestina llevada a cabo por una agencia gubernamental, una unidad militar o una organización paramilitar; entre las que también pueden estar incluidas las actividades de grupos o compañías privadas. Las principales características de una operación negra es que es secreta y generalmente no es atribuible a la organización que la ejecuta.
Las operaciones negras generalmente comprenden actividades que son a menudo categorizadas como sumamente clandestinas y estandarizadas fuera del protocolo militar o incluso en contra de la ley. Un elemento fundamental en la realización de una operación negra es que se lleva a cabo con gran secreto, en muchos casos no existen registros oficiales de la operación.
Una sola actividad de este tipo puede denominarse operación de bolsa negra. Este término se utiliza principalmente para hacer referencia a entradas subrepticias encubiertas o clandestinas en ciertas estructuras para obtener información para operaciones de inteligencia humana. Estas operaciones han sido llevadas a cabo por el FBI, la CIA, el KGB, el Mossad, el MI6 y el MI5, el ASIS, el COMANF, el DGSE, el AISE, el CNI, el MSS, el R&AW, el DGFI, el SVR, el FSB, la 25ª Brigada de Comando de Kuwait, el ISI y los servicios de inteligencia exterior de otros países.
La principal diferencia entre una operación negra y una que es meramente secreta es que la primera implica un grado significativo de engaño. Algunas veces las operaciones negras se hacen bajo los auspicios de una operación de falsa bandera, con el fin de ocultar a quién está detrás de dicha operación o para que parezca que alguna otra diferente entidad u organización es la responsable de la misma.

## Etimología
El término Negro puede utilizarse como término genérico para cualquier actividad gubernamental oculta o secreta. Por ejemplo, en Estados Unidos algunas actividades realizadas por las agencias de inteligencia y los militares están financiadas por un "presupuesto negro" clasificado, cuyos detalles, y a veces incluso el total, están ocultos al público en general y a la mayor parte de la supervisión del Congreso.